# C/962 B1
La cometa C/962 B1 era una anonima cometa non periodica del periodo medioevale fino a quando nel 2007 due ricercatori specializzati in orbite meteoriche, Peter Jenniskens e Jérémie Vaubaillon, nel corso di uno studio sull'origine dell'outburst del 1981 dello sciame meteorico Epsilon Eridanidi collegarono lo sciame alla cometa C/1854 L1 (Klinkerfues) ed ipotizzarono che questa cometa non abbia un'orbita parabolica ma sia un ritorno di una precedente cometa, la C/962 B1.
La cometa avrebbe un periodo di circa 127 anni e con lo stesso periodo si manifesterebbero outburst delle Epsilon Eridanidi.